# ČZ 175 (1935–1946)
ČZ 175 je jednomístný motocykl, vyvinutý Českou zbrojovkou Strakonice, vyráběný v letech 1935–1946. Motocykly byly dodávány tradičně pouze v černém lakování doplněném bílými ozdobnými linkami a chromovanými díly. Vyráběl se v provedení Standard a Special, provedení Special se lišilo chromovanými ráfky, dráty kol a reflektorem, model B (Special) měl navíc i baterii, usměrňovač a elektrickou houkačkou. Celkem bylo vyrobeno 14 777 kusů provedení Standard a 5 156 kusů provedení Special.
Cena v době výroby byla u provedení Standard 4 650,– Kč a u provedení Special 5 350,– Kč.

## Varianty
Motocykly se mohou vyskytovat v mnoha různých podobách. Během jedenácti let výroby prošly řadou modernizací, navíc byly často nabízeny současně v několika provedeních lišících se elektrickou výzbrojí, bohatostí povrchových úprav apod. Pro luxusnější model Special byl motor osazen válcem a hlavou s bohatším žebrováním. V dalších letech došlo k dalším změnám na motoru, příruby výfukových kolen nahradily svěrné rozety. Zpočátku používané reflektory Bosch byly nahrazeny světlomety vlastní výroby, stejně jako elektrické klaksony, které v prvních letech dodávala plzeňská firma J. Malý. Po roce 1945 se objevují i karburátory Jikov a setrvačníkové magneto ČZ. Kromě ručního řazení bylo na některé stroje montováno i pokrokovější řazení nožní. Na konstrukci vlastního motoru s převodovkou neměl rozdílný způsob řazení žádný vliv, soustava táhel prostě směřovala buď k ruční řadicí páce vedle nádrže na pravém boku, nebo k nožní páce na opačné straně.

## Technické parametry
- Rám: dvojitý, lisovaný z válcovaných ocelových profilů
- Suchá hmotnost: 97 kg
- Maximální rychlost: 90 km/h
- Spotřeba paliva: 3,0 l/100 km

## Fotogalerie

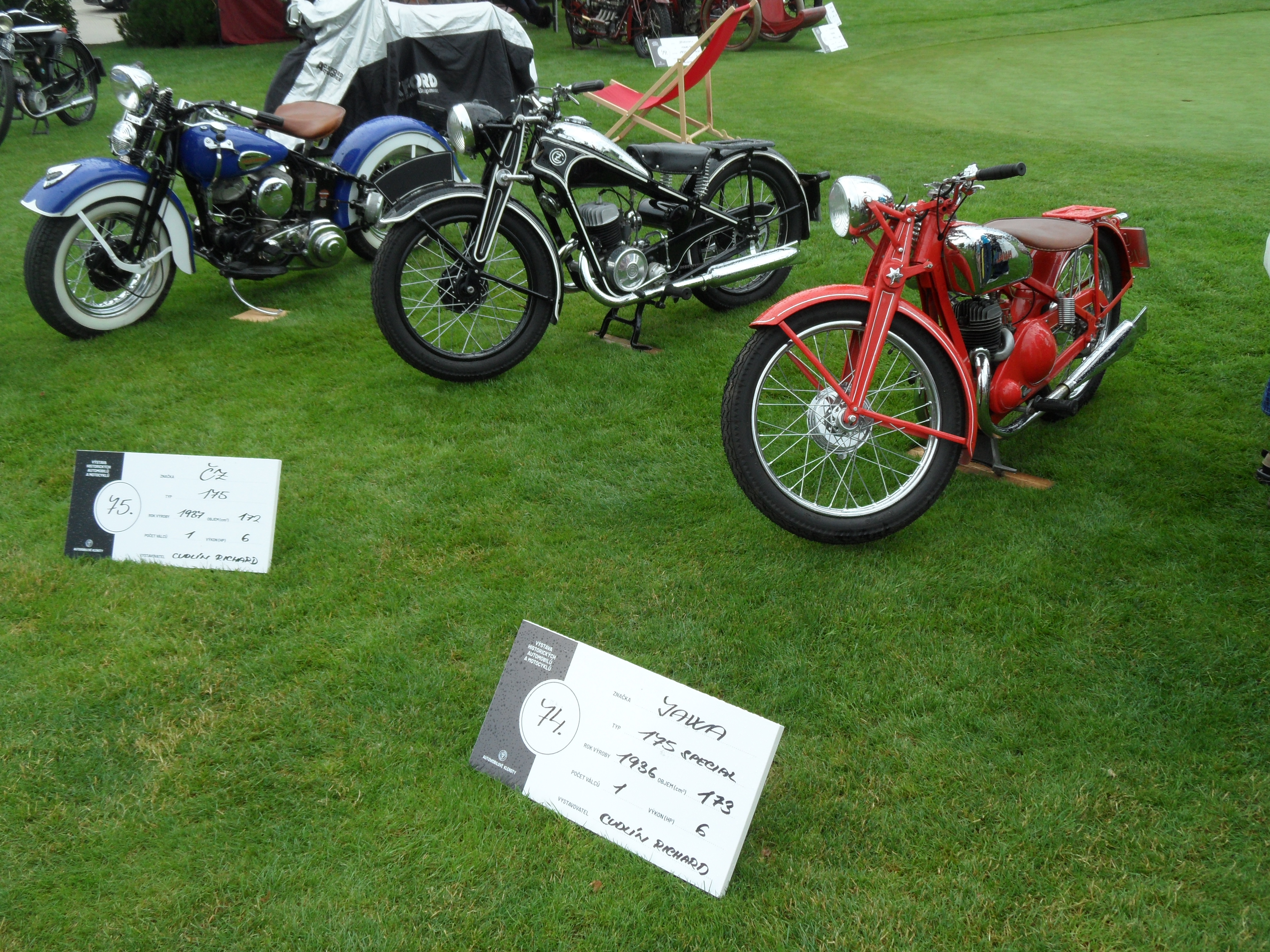
ČZ 175, rok 1936 (a Jawa) na Automobilové klenoty 2019
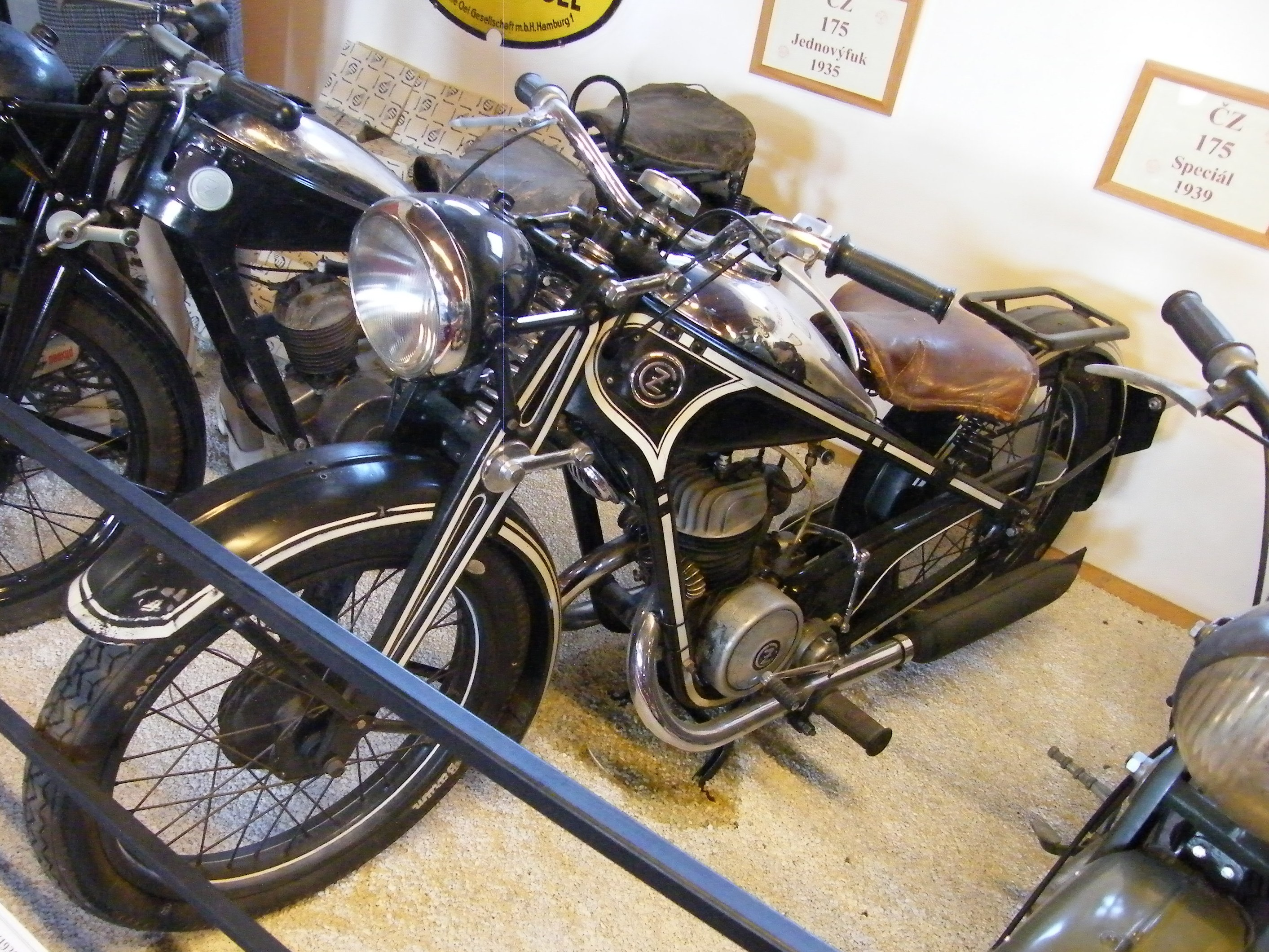
ČZ 175 (rok výroby 1939)
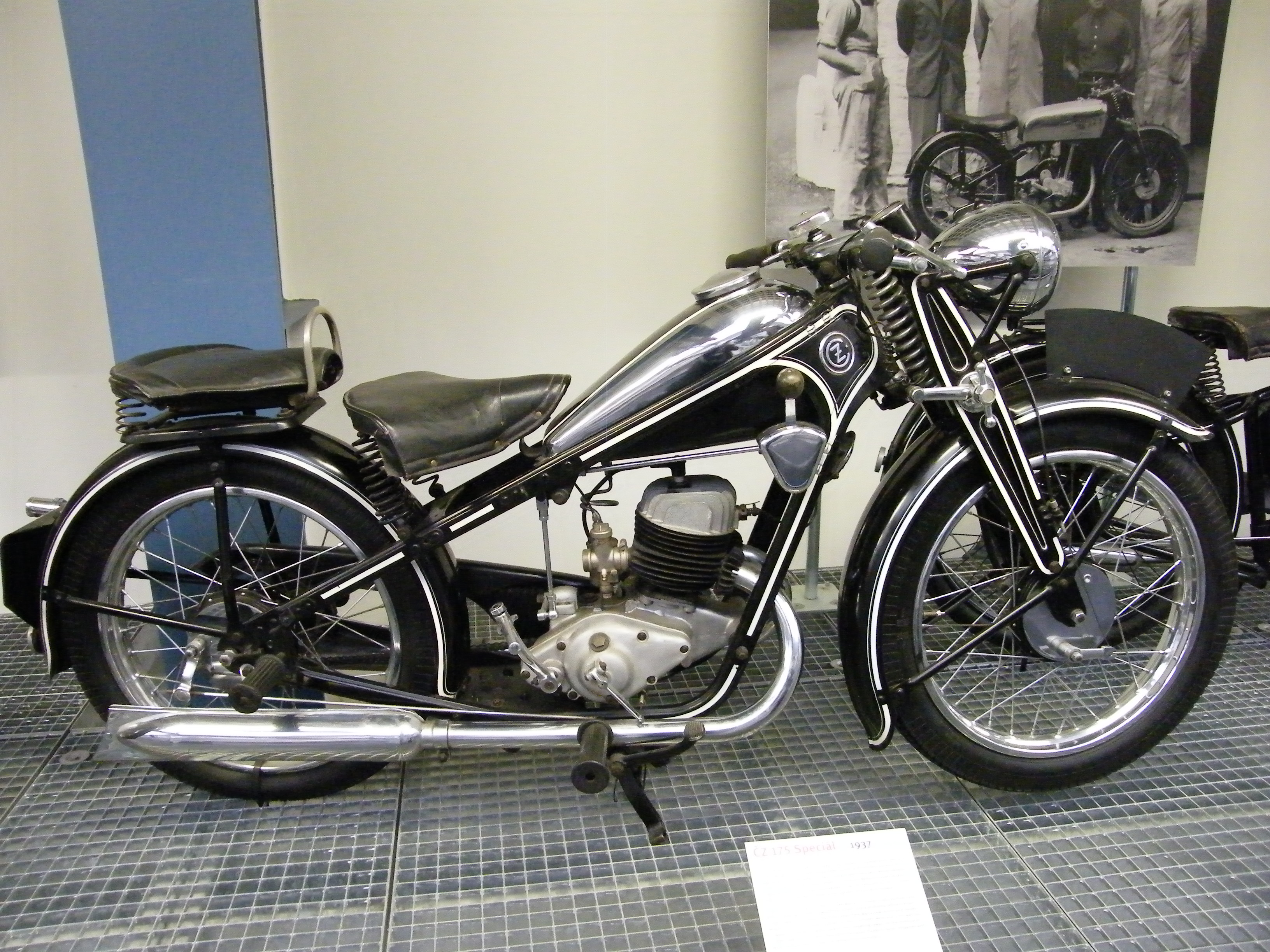
ČZ 175 Special (rok výroby 1937)